# Perechea de regi
Perechea de regi (Pair of Kings) este un serial de televiziune american difuzat pe canalul de cablu Disney XD. A fost creat de Dan Cross și David Hoge, personajele principale fiind Mitchel Musso și Doc Shaw. Publicul țintă al serialului sunt adolescenții. Serialul a început pe 15 februarie 2010, cu Mitchel Musso și Doc Shaw colegi de serie din Disney Hannah Montana și respectiv O viață minunată pe punte, și a avut premiera pe 18 septembrie 2010 pe Disney Channel în Statele Unite ale Americii. Spectacolul este filmat în fața unui public de studio live. Pe 20 noiembrie 2010, Disney XD a anunțat că Perechea de regi a fost reînnoit pentru un al doilea sezon, care a avut premiera pe 13 iunie 2011. În decembrie 2011, serialul a fost reînnoit pentru un al treilea sezon, cu toate acestea Mitchel Musso a anunțat că va fi înlocuit cu actorul Adam Hicks, care a lucrat cu Disney pe proiecte anterioare, cum ar fi Zeke și Luther, al treilea sezon va avea premiera pe 18 iunie 2012. În România, premiera serialului Perechea de regi a avut loc pe 31 martie 2012.

## Episoade
| Sezoane | Sezoane | Episoade | Data difuzării în Statele Unite ale Americii | Data difuzării în Statele Unite ale Americii |
| Sezoane | Sezoane | Episoade | Început de sezon                             | Sfârșit de sezon                             |
| ------- | ------- | -------- | -------------------------------------------- | -------------------------------------------- |
|         | 1       | 20       | 10 septembrie 2010                           | 2 mai 2011                                   |
|         | 2       | 24       | 13 iunie 2011                                | 16 iunie 2012                                |
|         | 3       | 22       | 18 iunie 2012                                | 18 februarie 2013                            |

| Sezoane | Sezoane | Episoade | Data difuzării în România | Data difuzării în România |
| Sezoane | Sezoane | Episoade | Început de sezon          | Sfârșit de sezon          |
| ------- | ------- | -------- | ------------------------- | ------------------------- |
|         | 1       | 18/20    | 31 martie 2012            | TBA                       |

### Premisa
Serialul spune povestea fraților Brady (Mitchel Musso), și Boomer (Doc Shaw), o pereche de gemeni fraternali adolescente crescuți de către mătușa și unchiul lor din Chicago, care trăiesc o viață normală. Cu toate acestea, atunci când Mason (Geno Segers), consilier regal la scaunul de domnie al insulei Kinkow, ajunge la liceul lor, ei află că ei sunt moștenitori la tron a insulei, și după Mason le spune lui Brady și Boomer de descendența lor, ei încep să realizeze că viețile lor sunt pe cale de a se schimba drastic și vor încerca să fie curajoși și să se confrunte cu temerile lor.
După ce au făcut descoperirea, frații se mută în insula Kinkow pentru a-și asuma rolul lor de  regi uniții ai națiunii insulei, care are multe obiceiuri si superstitii ciudate - în timp ce încearcă să nu provoace probleme. De fapt, cel mai mare geamăn trebuia să fie singurul rege, dar, din moment ce nu se știe care din gemeni (Brady sau Boomer) este cel mai mare, amândoi trebuie să conducă insula împreună. Într-un episod, a existat o șansă de a afla care era mai în vârstă, dar pergamentul pe care era scris răspunsul a căzut într-un vulcan, astfel nimeni nu va afla cine este fratele care să fie conducătorul insulei. Eforturile lui Brady și Boomer sunt adesea ajutate de Mikayla (Kelsey Chow) , fiica adolescentă a lui Mason și împiedicate de Lanny (Ryan Ochoa), un văr nemulțumit, care sabotează băieții și vrea să ia tronul numai pentru el, deoarece el trebuia să fie moștenitorul tronului înainte de a afla despre Brady și Boomer. 
În timpul celui de-al treilea sezon al show-ului, în timp ce în junglă lângă partea intunecată, Brady le-a auzit pe Mikayla și Candace, că Mikayla nu se va întâlni cu el deoarece ea îl crede prea imatur. Așa că Brady îl lasă pe Boomer să conducă singur insula pentru că el va părăsi insula pentru a merge înapoi la Chicago, cu inelul regelui pe hârtie. Când Boomer a fost pe cale de a lua un balon cu aer cald pentru a-l lua înapoi pe Brady, a venit o furtună și era pe cale de a distruge insula. Mason, Mikayla, sătenii și gardienii l-au adus în interior pe Boomer, dar Lanny vrea ca el să fi ucis în timp ce furtuna l-a prins pe Brady. Dimineața următoare a venit, atunci când furtuna trecut, ei au văzut o barcă prăbușită. Pe măsură ce oamenii au ieșit din corabie, ultima persoană care să vină a fost regele Boz (Adam Hicks) din Mindu, că insula lor a fost distrusă de furtună, ei s-au prăbușit și au aterizat în Kinkow. Când regele Boz și-a acoperit fața lui (pentru că el a spus că Mikayla arată ca fosta lui iubită, care i-a frânt inima), toată lumea a văzut că regele Boz a avut un semn din naștere pe buricul lui în forma Kinkow-ului. Toată lumea a declarat că Boomer și Brady nu sunt gemeni, ci ei trei sunt tripleți. Boz a fost pierdut de copil mic și nu a mai fost niciodată revăzut, el a spus că a fost crescut de maimuțe și mai târziu regele și regina l-au găsit și l-au crescut ca pe fiul lor. Până mai târziu, Boomer și Boz au devenit cei mai buni frati, în timp ce Brady s-a întors în Chicago, dar Lanny va căuta în continuare un mod de a scăpa de ei.Însă,regele Brady se va întoarce spre sfârșitul sezonului 3.

### Personajele

#### Personajele principale
- Regele Brady, regele din Kinkow (Mitchel Musso; sezoanele 1-2) - unul dintre cei doi protagoniști ai serialului în sezoanele 1 și 2. El moștenește culoarea pielii tatălui său. El are o pasiune pentru Mikayla, el a rugat-o să se căsătorească cu el, în primul episod. El este mai ilogic și în anumite situații mai grave decât Boomer și el pare să fie oarecum copilăros. El folosește de multe ori istoria sa de a fi agresat pentru a ajuta sau să își dea seama cum să rezolve o problemă. El cântă la chitară. S-a mutat înapoi la Chicago, în sezonul 3, după ce a auzit că Mikayla l-a făcut imatur, și că el nu a fost niciodată matur atâta timp cât a fost rege.
- Regele Boomer, regele din Kinkow (Doc Shaw) - unul dintre cei doi protagoniști din serial. El moștenește culoarea pielii mamei sale. Boomer are momente de neglijență și este rareori serios, spre deosebire de fratele lui Brady, dar în sezonul 2, el începe să se comporte într-un mod puțin mai responsabil și curajos.
- Mikayla Makoola (Kelsey Chow) - singura fiică a lui Mason, care ajută regii. Ea este neînfricată și se poate ocupa de orice mai ales că ea a moștenit aptitudinile tatălui ei de luptă. Mikayla este genul de persoană care le spune regiilor tot ce au nevoie să știe, nu doar ceea ce vor să audă. Brady are o pasiune pentru ea, dar ea îl respinge continuu atunci când vrea să iasă cu ea. În finalul sezonului 2, Mikayla crede că îl place pe Brady, după ce a avut un vis cu ei doi sărutându-se.
- Lanny (Ryan Ochoa) - vărul rău al lui Brady, Boomer și Boz, care era moștenitorul la tron până la aflarea lui Brady și Boomer. El este principalul antagonist și inept din serial. El, de obicei, își petrece timpul încercând să se gândească la modalități de a scăpa de Brady și Boomer și încercările de a le provoca necazuri. Deși, de prima oară, indiferent de Lanny, regii și-au construit în mod inexplicabil de mare iubire și încredere pentru el.
- Mason Makoola (Geno Segers) - puternic și neînfricat, regal consilier și prieten loial lui Brady și Boomer și părinților lor. El este tatăl excesiv de protector al lui Mikayla și amenință întotdeauna orice băiat care încearcă să-i atingă fata, inclusiv Regele Brady.
- Regele Boz, regele din Kinkow (Adam Hicks, sezonul 3-prezent) - unul dintre cei doi protagoniști ai serialului în sezonul 3. El este fratele de mult pierdut al lui Brady și Boomer, care a fost pierdut într-o furtună pe Kinkow cu 17 ani în urmă. El a fost crescut de maimuțe, după care a fost găsit și adoptat de către regele și regina insulei Mindu.